# Miguel Prieto Vallejos
Miguel Prieto Vallejos (Ciudad del Este, 19 de abril de 1989) es un abogado y político paraguayo. Fue el intendente municipal de Ciudad del Este, capital del Departamento de Alto Paraná, desde 2019 hasta su destitución en 2025.

## Trayectoria política
Miguel Prieto inició su trayectoria política en el ámbito de la administración comunal de Ciudad del Este, logrando su elección como concejal municipal a los 26 años. Durante su ejercicio en el cuerpo legislativo local, desempeñó un rol estratégico en el proceso de intervención de la administración encabezada por la intendente Sandra McLeod de Zacarías, en virtud de presuntas irregularidades administrativas y financieras. Dicho proceso derivó en la disolución del esquema de poder que había consolidado el clan Zacarías durante 17 años, lo que, a su vez, representó un punto de inflexión en la supremacía histórica del Partido Colorado en la jurisdicción municipal desde la fundación de la ciudad. Como consecuencia de este reordenamiento institucional, Prieto asumió la presidencia de la Junta Municipal de Ciudad del Este y, ante la ausencia de un liderazgo consolidado en el ejecutivo comunal, presentó su candidatura a la intendencia. En las elecciones municipales del 5 de mayo de 2019, obtuvo la victoria frente a los postulantes de los partidos tradicionales, Wilberto Cabañas (Colorado Añetete) y Teodoro Mercado (PLRA), consolidando una reconfiguración del escenario político local.